# Leland (Michigan)
Jenison – jednostka osadnicza w Stanach Zjednoczonych, w stanie Michigan, w hrabstwie Leelanau.